# レッグス・ダイアモンド
“レッグス”ジャック・ダイアモンド（Jack "Legs" Diamond、1897年7月10日 - 1931年12月18日）はアイルランド系アメリカ人のギャング。度重なるギャングの襲撃を受けては生き延びたので“裏社会のピジョン（クレー射撃の的の事で本来は鳩）”の異名で呼ばれた。他のギャングと徒党を組むのを好まず、無頼派で通した。

## 来歴

### 生い立ち
フィラデルフィア北東部ポートリッチモンドの生まれ育ち。父はコーヒーの焙煎屋をやっていた。弟エディと共に不良の仲間入りし、ボイラーギャングに加わった（船舶ボイラーの廃棄場をアジトにした）。学校をさぼってアジトにたむろし、他の不良と喧嘩したり強盗して何度も更生施設に入れられた。1913年母が死亡し、1915年ブルックリンに移住した。学校卒業後、鉄工場など職を転々としたが、まじめな仕事を好まず、当時流行したダンスホールに通い詰めた。1918年頃、兵役拒否で収監された。

### 禁酒法時代
1921年の出所後、ロウアー・イースト・サイドで知り合ったラッキー・ルチアーノと泥棒や小規模の密輸などをやった。やがてアーノルド・ロススタインのボディーガードに雇われ、ヘロイン密売に手を染めた（ロススタインを紹介したのは一説にルチアーノ）。独立して密輸酒のハイジャック活動を始めた。ロススタイン繋がりで組合ゴロの「リトル・オーギー」・ジェイコブ・オーゲンのギャングに参加した。1923年8月、オーゲンのライバルのキッド・ドロッパー・カプランを、法廷に召喚されるように手配して、裁判所を出たところを殺害したとされる（異説あり）。その見返りに酒の密輸と麻薬商売の利権を手に入れた。現金が貯まるとナイトクラブで豪遊し、コットンクラブ、エル・フェイ、ストーク・クラブなどでよく見かけられた。
1926年、密輸王ビル・ドワイヤーが監獄送りになると、バニー・ヒギンズと結託してその空白となった縄張りをダッチ・シュルツと争った（ビール戦争）。1926年12月、賭博屋を銃撃して怪我させた容疑で弟エディ、ジェームス（トーマス）・"ファティ"・ウォルシュ
、ルチアーノらと共に逮捕されたが、賭博屋が証言を翻し、放免された。同年、アリス・シッファーと結婚した。
1927年10月、オーゲンと街中を歩いていた時、ルイス・"レプケ"・バカルター一味に襲撃され、オーゲンは銃殺され、レッグスは瀕死の重傷を負った。病院から退院すると、バカルターらに仕返しする代わりに取引し、オーゲンの縄張りのうち組合利権はバカルターが、密輸利権はレッグスが取ることで棲み分けた

### ホッツィ・トッツィ・クラブ
ホッツィ・トッツィ・クラブ (Hotsy Totsy Club)というスピークイージーを所有し、その奥の部屋は争いの解決場所-大抵は反逆者の殺害-として役立った。死体を泥酔した客に見せかけて外に運び出した。このクラブの正体を知ったルチアーノは仲間のギャングにホッツィ・トッツィには行くなと警告したという逸話がある。
1929年7月13日、酔っぱらった波止場の荒くれ人夫3人がホッツィ・トッツィ・クラブに入り、バーテンダーに酒を持ってくるのが遅いと文句をつけ、レッグスと口論になった。レッグスはピストルを抜いて発砲し、2人が死亡した。殺人と聞いて交通麻痺を起こすくらい大量の野次馬がクラブに集まった。レッグスは逃亡し、8か月後にニューヨークに戻ってくると警察の取り調べを受けた。25人ほどいた客は誰もレッグスについて証言せず、用心棒やウェイターら店の従業員4人が全員消息不明であることがわかり、放免された。

### 都落ちとヨーロッパへの旅
ホッツィ・トッツィ騒動でニューヨークを留守にしている間に、密輸ライバルに縄張りを奪われ、マンハッタンから締め出された。ニューヨーク州北部のキャッツキルに拠点を移した。キャッツキルの小高い丘に要塞のような豪邸を構え、時折降りてきてオールバニーのケンモアホテルのバールームで遊んだ。当時の新聞は、「武装ギャングが市のハイウェイにやってきた。禁酒法の混乱とは縁遠い平和なキャッツキル住民は頭を抱えた」と報じた。
1930年8月、4人の部下とヨーロッパに船旅をした。フランス・ドイツ国境付近のアーヘンでドイツ警察に捕まり、ハンブルク経由でアメリカに送り返された。警察に旅行目的を聞かれ「病気療養のため」と答えたが、実際はスピークイージー用の酒の買付けだった。違う船で渡航した別の部下はレッグスが捕まったと知るや密輸計画を中止した。途中停泊したアイルランドの乗船者リストにレッグスと並んでルチアーノの名前があった。
1931年4月18日、グローバル･パークスというキャッツキルの輸送屋を、積み荷のビールの出所を知るために誘拐して締め上げた。辛くも逃げおおせたパークスが警察に密告したため逮捕された。同年.6月2日、キャッツキル近くのキングストンにあったレッグスの酒醸造所（Barmann Brewery）が警察の急襲により強制閉鎖された。
1931年8月13日、カンサスの連邦大陪審で密輸と醸造所所有の罪で4年刑の有罪判決を受けた。パークスを攻撃した件は襲撃の罪は却下されたが、誘拐の罪は保留とされ審理が続行された。

### 最期
1931年12月18日早朝4時頃、裁判のため仮宿にしていた北ニューヨークのオールバニーのアパートに戻って寝ていたところを侵入した2人のヒットマンに頭を3発撃たれて殺された。その日、パークス誘拐の公判で無罪が確定し、祝杯の酒に酔い潰れていた。下宿の女主人は3発目の銃声の後に「もう十分だ」という声を聞き、2人の男が車に乗りこんで去るのを窓から目撃した。
密輸ライバルのダッチ・シュルツやバニー・ヒギンズ、オーレイ兄弟などが犯人候補に挙がった。他に、愛人キキ・ロバーツとの仲に嫉妬した妻アリスが首謀したとする説、レッグスにホッツィ・トッツィ・クラブで殺されたレッド・キャシディ仲間の仕返し説やオールバニー警官説などがあるが、捜査は行き詰まり、事件は迷宮入りした。
暗殺報道では、「去年（1930年）の春にキャッツキルを追い出されオールバニーに移ってビール利権に殴り込みかけていた」。オールバニーの警察署長は「レッグスの死を聞いても全く驚かない。もっと前に死んでいてもおかしくなかった。つまり最後はやられたってこと。このコミュニティには無用の存在だった。レッグスが街に来た時はどこへ行くにも尾行をつけて常時監視した」とコメントした。

### 犯人の行方
1970年代に、ピューリッツァー賞作家ウィリアム・ケネディが、民主党系政治ブローカーのダニエル・P・オコンネルの取材を通じて、オコンネルが指示してオールバニー警官2人が殺害したと主張した。オコンネルは半世紀以上にわたりオールバニーを支配した地元政界のドンで、当時レッグスの弁護士ダン・プライアーの引き合わせで何度かレッグスと面会した。レッグスがオールバニーの酒の利権に割り込もうとしているのを知って、早々にオールバニーを出ていくよう求め、「もしここに居座るつもりなら殺すだろう」と警告していたという。オコンネルはケネディの取材に対し、ウィリアム・フィッツパトリックという当時オールバニー警察の巡査を殺害実行犯の１人と名指しした。同巡査は1945年に同僚との喧嘩の末に射殺されており、名前を挙げられて傷つく人間はいなかった。オールバニーの酒の流通はオコンネルが支配していた。
最大の密輸ライバルだったシュルツの仕業とする見方が当初多かったが、マンハッタンから撤退していたレッグスを追いかけてまで殺すことがモチベーション的に弱く、オコンネル首謀説が一定の説得力を持って広がった。
未亡人となった妻アリスは1933年6月末に自宅で何者かに銃殺された。テーブルにコーヒーカップが3つあったことから、顔見知りの来訪者による犯行と見られた。弟エディ・ダイアモンドも1929年シュルツの襲撃が原因で死亡した。

## 厄災の連鎖
被襲撃履歴：
1. 1924年10月1日、フランク・コステロの密輸パートナー、ビル・ドワイヤーの酒輸送トラックをハイジャックしていた頃、マンハッタンの街中を運転中にドワイヤーの一味にショットガンで撃たれ重傷を負った。そのまま運転を続けて最寄りの病院にたどり着き、頭と顔と足にめり込んだ兆弾を取り除いてもらい生き延びた[23]。
2. 1927年10月15日、ロウアー・イースト・サイドのデランシーストリートでルイス・"レプケ"・バカルター、ジェイコブ・シャピロらの乗った車から銃撃され、胸の下に2発命中して重傷を負ったが生き延びた[6]。
3. 1930年10月12日、情婦のキキ・ロバーツとマンハッタンのホテルの部屋にいるところをシュルツ一味に乱入され、5発の銃弾を浴びたが生き延びた[24]。
4. 1930年バニー・ヒギンズと仲間割れし、路上で数発撃たれたが生き延びた[25]。
5. 1931年4月27日、ニューヨーク州カイロのアラトガ・インというバーから出たところをマシンガンの連射を浴び、3発被弾したが生き延びた（この時通行人2名死亡）[3]。

## エピソード
- 若い頃、マンハッタン西部のヘルズ・キッチンのギャング団ハドソン・ダスターズにいたこともあるという[2]。、
- 足跡を残さずに逃げ失せる才能から"Legs"のあだ名がついた[26]。
- 生活は派手で、既婚者だったがショーガールのキキ・ロバーツをはじめ多くの愛人と情事を重ねた。ダンスの名人でブロードウェイのナイトライフでは早くから有名人だったが、ライバルとのど派手な抗争や妻アリスと愛人キキの三角関係など話題に事欠かず、度々新聞を賑わせた。特にホッツィ・トッツィ騒動以後、全米レベルで名が知られた[27]。
- ヨーロッパの船旅の間、船上の余興で行われた射撃コンテストでクレイピージョン（射撃の的）を一つも命中させることができず、仲間を落胆させたという[28]。
- 市政の大物とも平然と付き合うロススタインの大立者ぶりに感化され、公衆の前では清潔で礼儀正しい紳士を演じた。ヨーロッパの船旅で乗り合わせた乗客から「完璧な紳士」とのコメントを聞くと上機嫌になった。「ギャングセレブ」の立ち位置に満足し、新聞紙面の1ページ目に名が載るのが多くなったことに気をよくしていた[29]。
- 弟エディ以外は信頼せず、仲間・部下を平気で見捨てた。グリーン郡のナンバーズ利権を乗っ取っとろうとして捕まり、側近で用心棒のジョン・スカッチオと共に告訴されたが、自分だけ助かると弁護士をひっこめ、汚れ役を引き受けたスカッチオは長期収監となった。同様に監獄送りが決まった部下たちに早く釈放してやると約束しながら、彼らが収監されるとすぐ約束を反故にした[7]。
- アラトガ・インで襲われ、病院に担ぎ込まれた時、医者に助かる見込みはほとんどないと言われたが、4週間後、病院を歩いて出てきた。待ち構えていた記者に「またやったぜ。ジャック・レッグス・ダイアモンドは誰も殺せないんだ」とコメントした[3]。シュルツは、「あいつを殺すにはどうすればいいか」と嘆いたという[2]。

## 題材にした作品等
- 1960年、伝記映画『暗黒街の帝王 レッグス・ダイヤモンド』が製作された。
- 1960年、ABC制作による犯罪ドラマ「アンタッチャブルズ」でダイアモンドのエピソードが挿入された。
- 1961年、NBCの犯罪ドラマ「ローレス・イヤーズ（無法時代）」で「ジャックダイアモンド・ストーリー」が放映された。
- 1975年、ウィリアム・ケネディによる伝記本「レッグス(Legs)」が出版された。
- 1989年、ブロードウェーの舞台でドタバタ劇「レッグス・ダイアモンド」が上演され、64回公演を重ねて好評を博した。
- イギリスのモンティパイソン系アニメで「エッグス・ダイアモンド」というギャングキャラクターで戯画化された。